# Pattinaggio di figura ai III Giochi olimpici invernali - Pattinaggio di figura maschile
La competizione del pattinaggio di figura maschile dei III Giochi olimpici invernali si è svolta i giorni 8 e 9 febbraio allo stadio del ghiaccio Arena di Lake Placid.

## Risultati

### Figure Obbligatorie
Si disputò l'8 febbraio
| Pos. | Concorrente       | Nazione        | Giudici   | Giudici   | Giudici   | Giudici   | Giudici   | Giudici   | Giudici   | TPO    |
| Pos. | Concorrente       | Nazione        | Giudice 1 | Giudice 2 | Giudice 3 | Giudice 4 | Giudice 5 | Giudice 6 | Giudice 7 | TPO    |
| Pos. | Concorrente       | Nazione        | Punti     | Punti     | Punti     | Punti     | Punti     | Punti     | Punti     | TPO    |
| ---- | ----------------- | -------------- | --------- | --------- | --------- | --------- | --------- | --------- | --------- | ------ |
| 1    | Karl Schäfer      | Austria        | 223,8     | 198,0     | 226,0     | 223,0     | 223,0     | 233,1     | 226,1     | 1553,0 |
| 2    | Gillis Grafström  | Svezia         | 211,8     | 197,8     | 212,7     | 221,5     | 210,4     | 225,8     | 216,0     | 1496,0 |
| 3    | Montgomery Wilson | Canada         | 210,3     | 196,5     | 207,9     | 214,2     | 216,2     | 215,9     | 216,6     | 1477,6 |
| 4    | Marcus Nikkanen   | Finlandia      | 218,9     | 193,1     | 211,1     | 218,5     | 196,2     | 211,0     | 202,0     | 1450,8 |
| 5    | Roger Turner      | Stati Uniti    | 201,7     | 184,8     | 207,6     | 210,7     | 199,3     | 201,9     | 218,3     | 1424,3 |
| 6    | Ernst Baier       | Germania       | 205,1     | 183,8     | 206,3     | 199,2     | 201,9     | 211,2     | 196,5     | 1404,0 |
| 7    | Gail Borden II    | Stati Uniti    | 190,1     | 156,9     | 192,7     | 192,5     | 187,1     | 186,6     | 201,3     | 1307,2 |
| 8    | James Madden      | Stati Uniti    | 184,5     | 168,8     | 188,4     | 192,4     | 180,8     | 181,8     | 204,7     | 1301,4 |
| 9    | Walther Langer    | Cecoslovacchia | 182,4     | 133,7     | 184,9     | 178,4     | 188,6     | 172,8     | 180,2     | 1221,0 |
| 10   | Kazuyoshi Oimatsu | Giappone       | 173,9     | 136,8     | 171,3     | 174,7     | 169,2     | 176,1     | 165,6     | 1167,6 |
| 11   | Ryuichi Obitani   | Giappone       | 166,8     | 140,2     | 167,0     | 167,4     | 173,0     | 186,1     | 147,6     | 1148,1 |
| 12   | William Nagle     | Stati Uniti    | 163,0     | 117,5     | 169,7     | 153,1     | 167,9     | 174,5     | 150,1     | 1095,8 |

### Figure Libere
Si disputò il 9 febbraio
| Pos. | Concorrente       | Nazione        | Giudici   | Giudici   | Giudici   | Giudici   | Giudici   | Giudici   | Giudici   | TPO    |
| Pos. | Concorrente       | Nazione        | Giudice 1 | Giudice 2 | Giudice 3 | Giudice 4 | Giudice 5 | Giudice 6 | Giudice 7 | TPO    |
| Pos. | Concorrente       | Nazione        | Punti     | Punti     | Punti     | Punti     | Punti     | Punti     | Punti     | TPO    |
| ---- | ----------------- | -------------- | --------- | --------- | --------- | --------- | --------- | --------- | --------- | ------ |
| 1    | Karl Schäfer      | Austria        | 150,2     | 139,6     | 152,9     | 150,2     | 146,3     | 159,6     | 150,2     | 1049,0 |
| 2    | Gillis Grafström  | Svezia         | 142,3     | 142,3     | 139,6     | 154,2     | 148,9     | 147,6     | 143,6     | 1018,5 |
| 3    | Montgomery Wilson | Canada         | 139,6     | 126,3     | 138,3     | 134,3     | 142,3     | 147,6     | 142,3     | 970,7  |
| 4    | Marcus Nikkanen   | Finlandia      | 148,9     | 125,0     | 136,9     | 138,3     | 139,6     | 142,3     | 138,3     | 969,3  |
| 5    | Ernst Baier       | Germania       | 133,0     | 119,7     | 136,9     | 133,0     | 135,6     | 142,3     | 130,3     | 930,8  |
| 6    | Roger Turner      | Stati Uniti    | 134,3     | 110,3     | 129,0     | 114,1     | 122,3     | 130,3     | 133,0     | 873,3  |
| 7    | James Madden      | Stati Uniti    | 123,6     | 106,4     | 119,7     | 121,0     | 123,6     | 114,3     | 139,6     | 848,2  |
| 8    | Kazuyoshi Oimatsu | Giappone       | 117,0     | 103,7     | 115,7     | 115,7     | 114,3     | 122,3     | 122,3     | 811,0  |
| 9    | Gail Borden II    | Stati Uniti    | 114,3     | 99,7      | 117,0     | 127,6     | 105,7     | 117,0     | 122,3     | 803,6  |
| 10   | William Nagle     | Stati Uniti    | 94,4      | 103,0     | 109,0     | 127,6     | 118,3     | 119,7     | 117,0     | 789,0  |
| 11   | Walther Langer    | Cecoslovacchia | 106,4     | 93,1      | 99,7      | 106,4     | 117,0     | 106,4     | 114,3     | 743,3  |
| 12   | Ryuichi Obitani   | Giappone       | 101,0     | 102,4     | 97,0      | 99,7      | 115,7     | 106,4     | 86,4      | 708,6  |

### Classifica finale
La classifica finale è stata determinata dalla regola della maggioranza dei piazzamenti ottenuti dai singoli giudici. Se un pattinatore è stato al primo posto dalla maggioranza dei giudici, il pattinatore è classificato primo in generale, il processo è stato poi ripetuto per ogni posto. Se c'era parità si teneva conto di: 1) Totale ordinali, 2) Punti totali, 3) Punti Figure obbligatorie.
| Pos.    | Concorrente       | Nazione        | Giudici   | Giudici   | Giudici   | Giudici   | Giudici   | Giudici   | Giudici   | Giudici   | Giudici   | Giudici   | Giudici   | Giudici   | Giudici   | Giudici   | MP    | TPO | TP     |
| Pos.    | Concorrente       | Nazione        | Giudice 1 | Giudice 1 | Giudice 2 | Giudice 2 | Giudice 3 | Giudice 3 | Giudice 4 | Giudice 4 | Giudice 5 | Giudice 5 | Giudice 6 | Giudice 6 | Giudice 7 | Giudice 7 | MP    | TPO | TP     |
| Pos.    | Concorrente       | Nazione        | Punti     | PO        | Punti     | PO        | Punti     | PO        | Punti     | PO        | Punti     | PO        | Punti     | PO        | Punti     | PO        | MP    | TPO | TP     |
| ------- | ----------------- | -------------- | --------- | --------- | --------- | --------- | --------- | --------- | --------- | --------- | --------- | --------- | --------- | --------- | --------- | --------- | ----- | --- | ------ |
| Oro     | Karl Schäfer      | Austria        | 374,0     | 1         | 337,6     | 2         | 378,9     | 1         | 373,2     | 2         | 369,3     | 1         | 392,7     | 1         | 376,3     | 1         | 5×1+  | 9   | 2602,0 |
| Argento | Gillis Grafström  | Svezia         | 354,1     | 3         | 340,1     | 1         | 352,3     | 2         | 375,7     | 1         | 359,3     | 2         | 373,4     | 2         | 359,6     | 2         | 6×2+  | 13  | 2514,5 |
| Bronzo  | Montgomery Wilson | Canada         | 349,9     | 4         | 322,8     | 3         | 346,2     | 4         | 348,5     | 4         | 358,5     | 3         | 363,5     | 3         | 358,9     | 3         | 4×3+  | 24  | 2448,3 |
| 4       | Marcus Nikkanen   | Finlandia      | 367,8     | 2         | 318,1     | 4         | 348,0     | 3         | 356,8     | 3         | 335,8     | 5         | 353,3     | 5         | 340,3     | 6         | 4×4+  | 28  | 2420,1 |
| 5       | Ernst Baier       | Germania       | 338,1     | 5         | 303,5     | 5         | 343,2     | 5         | 332,2     | 5         | 337,5     | 4         | 353,5     | 4         | 326,8     | 7         | 6×5+  | 35  | 2334,8 |
| 6       | Roger Turner      | Stati Uniti    | 336,0     | 6         | 295,1     | 6         | 336,6     | 6         | 324,8     | 6         | 321,6     | 6         | 332,2     | 6         | 351,3     | 4         | 7×6+  | 40  | 2297,6 |
| 7       | James Madden      | Stati Uniti    | 308,1     | 7         | 275,2     | 7         | 308,1     | 8         | 313,4     | 8         | 304,4     | 8         | 296,1     | 9         | 344,3     | 5         | 6×8+  | 52  | 2149,6 |
| 8       | Gail Borden II    | Stati Uniti    | 304,4     | 8         | 256,6     | 8         | 309,7     | 7         | 320,1     | 7         | 292,8     | 9         | 303,6     | 7         | 323,6     | 8         | 6×8+  | 54  | 2110,8 |
| 9       | Kazuyoshi Oimatsu | Giappone       | 290,9     | 9         | 240,5     | 10        | 287,0     | 9         | 290,4     | 9         | 283,5     | 12        | 298,4     | 8         | 287,9     | 10        | 4×9+  | 67  | 1978,6 |
| 10      | Walther Langer    | Cecoslovacchia | 288,8     | 10        | 226,8     | 11        | 284,6     | 10        | 284,8     | 11        | 305,6     | 7         | 279,2     | 12        | 294,5     | 9         | 5×10+ | 70  | 1964,3 |
| 11      | William Nagle     | Stati Uniti    | 257,4     | 12        | 220,5     | 12        | 278,7     | 11        | 280,7     | 10        | 286,2     | 11        | 294,2     | 10        | 267,1     | 11        | 5×11+ | 77  | 1884,8 |
| 12      | Ryuichi Obitani   | Giappone       | 267,8     | 11        | 242,6     | 9         | 264,0     | 12        | 267,1     | 12        | 288,7     | 10        | 292,5     | 11        | 234,0     | 12        | 4×11+ | 79  | 1856,7 |